# Regeringen Neergaard II
Regeringen Neergaard II var Danmarks regering 5. maj 1920 – 9. oktober 1922. 
Ændringer: 11. juli 1921, 18. juli 1921, 15. august 1922
Den bestod af følgende ministre:
- Statsminister og Finansminister: Niels Th. Neergaard
- Udenrigsminister: Harald Scavenius
- Indenrigsminister:

Sigurd Berg til 11. juli 1921, derefter fra 18. juli 1921
O.C. Krag
- Justitsminister: Svenning K.N. Rytter
- Undervisningsminister: J.C.L. Appel
- Kirkeminister:

J.C. Christensen til 15. august 1922, derefter
J.C.L. Appel
- Forsvarsministeriet: Klaus Berntsen
- Minister for offentlige arbejder: M.N. Slebsager
- Landbrugsminister: Th. Madsen-Mygdal
- Handelsminister: Tyge J. Rothe

## Baggrund

### Påskekrisen
Efter verdenskrigen, påskekrisen og de syv år med Det radikale Venstre, der blev en af de mest mistroede og forhadte regeringer i historien,[kilde mangler] blev det igen Venstre, der skulle danne regering med Det konservative Folkeparti som en del af regeringens parlamentariske grundlag.
Valget den 26. april resulterede i et alvorligt nederlag til Det radikale Venstre, hvormed påskekrisen ikke gavnede regeringen i nogen grad. Venstre og Socialdemokratiet og Det konservative Folkeparti gik frem ikke mindst pga. den nye valglov. Påskekrisen fandt således en acceptabel løsning for alle partierne, måske med undtagelse af Det radikale Venstre, der dog kunne se en sejr i at folketingsparlamentarismen, og det parlamentariske regeringsprincip også havde sejret.
Det ejendommelige ved Venstres sejr ved folketingsvalget var, at Venstres to oplagte kandidater til statsministerposten, J.C. Christensen og Niels Neergaard begge afslog tilbuddet, da Regeringen skulle dannes. J.C. Christensen mente dog, at Neergaard fortjente en oprejsning, efter han selv i 1909 havde været årsag til Neergaards fald. Neergaard nægtede imidlertid at danne regering uden J.C. Christensens deltagelse, hvorefter denne indvilligede i at blive kirkeminister, ligesom han havde været det 1901-1905. For de to Venstreledere betød det således ikke noget, at de selv kom i regering, men at Venstre kom i regering.

### Regeringens sammensætning
I regeringen var der både erfarne politikere og nye kræfter. De mest rutinerede var de tre tidligere konseilspræsidenter J.C. Christensen, Klaus Berntsen og Neergaard samt den tidligere indenrigsminister Sigurd Berg og den tidligere kultusminister Jacob Appel.
Slebsager havde siddet i Folketinget i otte år. Svenning Rytter blev folketingsmedlem to uger, før han blev minister. Den senere statsminister Madsen-Mygdal blev landstingsmand tre måneder efter, at Neergaard havde udnævnt ham til minister. Rothe havde forgæves forsøgt at blive valgt til Folketinget. Harald Scavenius var kun politiker i de to år, hvor hsn havde posten som udenrigsminister.
Regeringens politiske tyngdepunkt lå hos tidligere medlemmer af Moderate Venstre og Venstrereformpartiet. Madsen-Mygdal havde været radikal, mens Rytter, Rothe og Harald Scavenius havde været konservative få år tidligere.
Som statsminister havde Neergaard en mere konservativ stil, end forgængeren C. Th. Zahle havde haft. Således genindførte Neergaard prædikatet excellence. Denne ministertitel havde Zahle ellers afskaffet i 1909. Få dage før folketingsvalget i september 1920 blev samtlige ministre dekoreret med Dannebrogordenen.

### Landmandsbankens sammenbrud
Så længe J.C. Christensen var medlem af regeringen fungerede denne rimelig godt, om end regeringens stil var meget anderledes i forhold til andre danske regeringer både før og siden. Alle sager blev afgjort på den besynderlige måde, at man, for at tilfredsstille alle regeringens ministre, stemte om de forskellige forslag ved ministermøderne.
I august 1922 i forbindelse med, at J.C. Christensen erklærede, at han ville træde tilbage som minister, og ikke genopstillede ved næste valg, kom Niels Neergaard og hans anderledes regeringsstil ud for store vanskeligheder på grund af ballade fra J.C. Christensens protegé landbrugsminister Thomas Madsen-Mygdal. Om den gamle venstreleder J.C. Christensen forlod regeringen, fordi han vidste, hvad der var i vente, kan ikke bevises, men det er påfaldende, at hans afgang i midten af august 1922 umiddelbart udløste en lavine af regeringskriser. Værst var Landmandsbankens sammenbrud. Regeringen overlevede kun skandalen ved hjælp af en dagsorden stillet af Det konservative Folkeparti som en afværgemanøvre mod en Socialdemokratisk mistillidsdagsorden. Det var i øvrigt den første konservative dagsorden, der nogensinde opnåede flertal i Folketinget.
Neergaard overlevede i sidste ende alle kriserne, da Venstre først og fremmest ikke ville opgive regeringsmagten, selvom dette også kom på tale. Ligeså vigtigt ønskede Socialdemokratiet og Det radikale Venstre dog heller ikke noget regeringsskifte i anden halvdel af valgperioden. For dem var det formentlig en indlysende fordel at beholde Neergaard, da de i en valgkamp således kunne håne Venstre for den svage og forvirrende ledelse af partiet og regeringen, og dermed vinde valget.
Folketingsvalget i 1924 resulterede i, at Venstre tabte syv mandater, og Socialdemokratiet gik syv mandater frem, hvormed Socialdemokratiet blev Folketingets største parti. Socialdemokratiet dannede efterfølgende regering under Thorvald Stauning.